# 沈俊 (正德進士)
沈俊（1473年—？），字人傑，直隸廬州衛官籍泰州人，明朝政治人物。

## 生平
正德五年（1510年）庚午科應天府鄉試第一百十九名舉人。正德六年（1511年）中式辛未科會試第二百十七名，登第三甲第一百一十五名進士。

## 家族
曾祖沈德，曾任百戶；祖父沈瑛，曾任百戶；父沈紀，曾任聽選監生。母楊氏。具慶下。